# Leydi Moya
Leydi Laura Moya, nota anche come Leidis Laura Moya (16 aprile 1992), è una pentatleta cubana.
Ha gareggiato per Cuba alle Olimpiadi estive del 2016 dove si è classificata trentatreesima. Si è qualificata per competere per Cuba alle Olimpiadi estive del 2020.